# Cox Peninsula
Cox Peninsula är en halvö i Australien. Den ligger i territoriet Northern Territory, omkring 21 kilometer sydväst om territoriets huvudstad Darwin.
I omgivningarna runt Cox Peninsula växer huvudsakligen savannskog. Trakten runt Cox Peninsula är nära nog obefolkad, med mindre än två invånare per kvadratkilometer. Savannklimat råder i trakten. Genomsnittlig årsnederbörd är 1 845 millimeter. Den regnigaste månaden är januari, med i genomsnitt 505 mm nederbörd, och den torraste är augusti, med 1 mm nederbörd.